# منصور علي خان
منصور علي خان ممثل هندي وملحن موسيقي وكاتب ومنتج. ظهر في الغالب في الأفلام التاميلية، معظمها في الأدوار العدائية والداعمة.
حصل على دور بارز كخصم في الكابتن برابهاكاران (1991). وبعد نجاح هذا الفيلم حصل على الكثير من فرص التمثيل. شارك في أكثر من 250 فيلمًا بجميع اللغات، وأنتج وأخرج العديد من الأفلام. عمل أيضًا في بعض الأفلام المالايالامية والكانادية والتيلجو.

## حياة السينما
لعب منصور علي خان في الغالب أدوارًا عدائية وبعض الأدوار الرئيسية. تم العثور على R. ك. حصل الكابتن برابهاكاران (1991) للمخرج سيلفاماني على تقدم كبير كمنافس في صناعة السينما التاميلية ، والتي أصبحت من الأفلام الرائجة ، لذلك حصل على الكثير من فرص التمثيل. درس التمثيل في مدرسة أنوبام كيرين للتمثيل في مومباي. 

## السفر السياسي
شارك منصور علي خان في السياسة خلال حياته المهنية المبكرة من خلال دعم حزب شعب باتالي (PMK). في عام 1999 الانتخابات العامة الهندية التي أجريت في تاميل نادو ، تنافس كمرشح جديد من ولاية تاميل نادو (حزب العمال) من بيرياكولام وحصل على المركز الثالث من خلال تأمين ما يقرب من 1 لكح الأصوات.  في الانتخابات العامة الهندية لعام 2009 في تاميل نادو ، تقدم كمرشح مستقل للاحتجاج على التهم الموجهة إليه لقيادته في سيارة مع لافتة حملته تنتهك مدونة السلوك الأخلاقي. وينتمي منصور علي خان إلى حزب نعم تميلار ، وقد تنافس في دائرة دينديغول في الانتخابات البرلمانية السابعة عشرة نيابة عن حزب نعم تميلار.

## الجدل
تم القبض على خان في يوليو 1998 لعرقلة حركة المرور من خلال وضع حاجز على الطريق للاحتجاج على مشاهد السرقة لفيلمه Kettu Onnu Tahni Rendu (1998) على تلفزيون الكابل. دفع نشاطه موزع الأفلام الشينتاماني موروجيسان إلى إصدار بيان صحفي يدين تصرفات التلفزيون ، مما أدى إلى إغلاق قاعات السينما في جميع أنحاء بونديشيري ليوم واحد.
أدين خان بالاغتصاب ، وحكم عليه بالسجن سبع سنوات من قبل محكمة الجلسات في 27 مارس / آذار 2001. في وقت لاحق ، في عام 2012 ، وجدت محكمة مدراس العليا أن النساء وجهن ادعاءات كاذبة ضده وأمرت الممثل بدفع 50 ألفًا روبية كتعويض للمرأة في دعوى قضائية خبيثة وقضية تشهير.
تم القبض على خان لاحقًا في يناير 2012 بتهمة الاستيلاء على الأراضي بعد اتهامه ببناء عقار من 16 طابقًا بشكل غير قانوني في أرومباكا.
تم القبض على خان في 17 يونيو 2018 مع الناشط البيئي بيوش مانوش لاحتجاجه على الطريق السريع المقترح بطول 270 كم الذي يربط بين سالم وتشيناي. 